# Rue Sadi-Carnot (Nanterre)
Pour les articles homonymes, voir Rue Sadi-Carnot.
La rue Sadi-Carnot est une voie publique de la commune de Nanterre, dans le département français des Hauts-de-Seine.

## Situation et accès

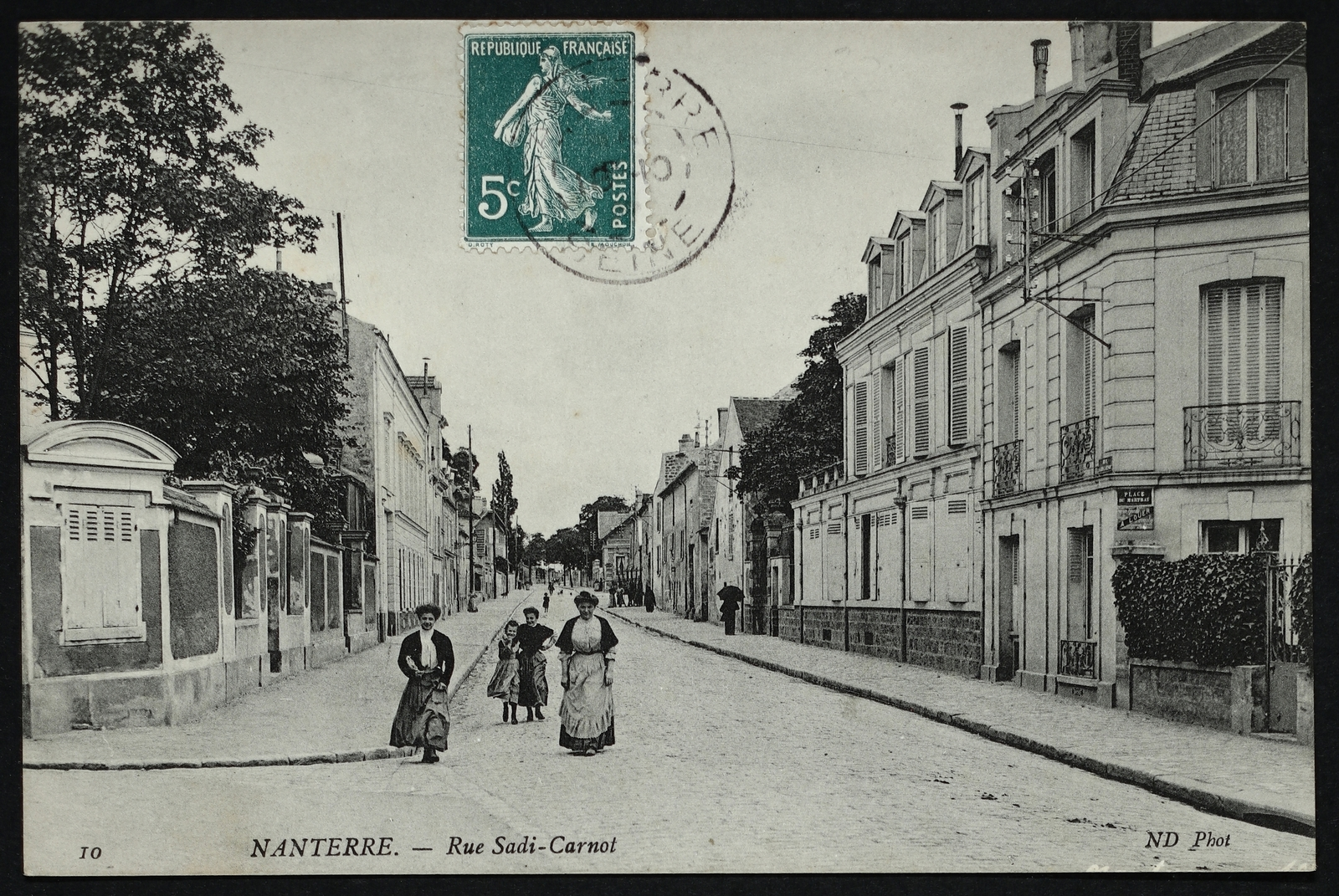
La rue Sadi-Carnot.

La rue Sadi-Carnot commence son tracé à l'avenue Georges-Clemenceau et se dirige vers l'ouest en marquant le point de départ de la rue des Carriers, souvenir de la présence d'exploitations de pierre à bâtir dans les environs.
Elle coupe ensuite l'avenue Frédéric-et-Irène-Joliot-Curie, marque le début de la rue des Amandiers et de l'avenue Rochegude.
Elle se termine place Gabriel-Péri à sa jonction avec le boulevard du Levant.

## Origine du nom
Elle rend hommage à Sadi Carnot, homme politique français.

## Historique

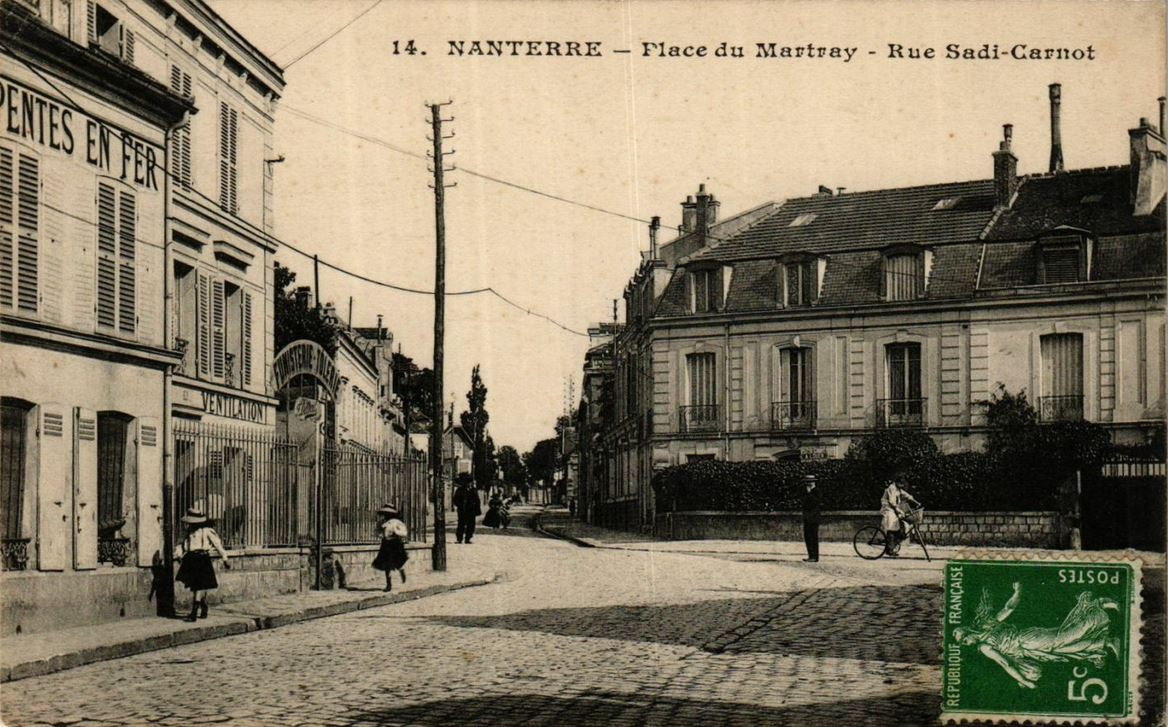
Rue Sadi-Carnot à la place Gabriel-Péri, anciennement place du Martray.

Cette rue qui s'appelait autrefois le « Vieux chemin de Paris », est renommée « rue Sadi-Carnot » le 13 août 1894.
En 2017, des fouilles menées par l’Inrap entre cette rue et l'avenue Frédéric-et-Irène-Joliot-Curie, ont révélé les vestiges d’une nécropole gallo-romaine, datant du Bas-Empire romain. Environ soixante-quinze sépultures y ont été exhumées.

## Bâtiments remarquables et lieux de mémoire
- Maison des Associations Sadi-Carnot[3].